# Nunzio Malasomma
Nunzio Malasomma (4 de fevereiro de 1894 — 12 de janeiro de 1974) foi um diretor e roteirista italiano. Dirigiu 41 filmes entre 1923 e 1968.